# Dori Caymmi
Dori Caymmi (Rio de Janeiro, 26 augustus 1943) is een Braziliaans zanger, gitarist, songwriter, componist, muziekproducent en arrangeur. Hij is de zoon van Dorival Caymmi en de broer van Nana Caymmi en Danilo Caymmi.

## Biografie
Dori Caymmi, zoon van zanger Dorival Caymmi en zangeres Stella Maris, groeide op in Rio de Janeiro. Zijn vader was een beroemd zanger en songwriter die invloed heeft gehad op Braziliaanse artiesten als João Gilberto, Gilberto Gil en Gal Costa. Thuis werd veel muziek gedraaid en allerlei musici, componisten, kunstenaars en intellectuelen kwamen over de vloer. Hij hoorde thuis niet alleen Braziliaanse muziek, maar ook jazz (Ella Fitzgerald, Duke Ellington, Count Basie, Billie Holiday, Billy Eckstine, Art Tatum, Nat King Cole) en klassieke muziek (Claude Debussy, Maurice Ravel). Als kind speelde Caymmi piano, later koos hij voor gitaar.
Caymmi ging naar het Conservatorium en trad in 1959 voor het eerst op, samen met zijn zus Nana. Vanaf 1960 ging hij muziek componeren voor televisie. Halverwege jaren 1960 produceerde hij albums voor Edu Lobo, Eumir Deodato en Nara Leão. In 1966 won hij met een van zijn composities de eerste prijs op een Braziliaans muziekfestival (het Festival Internacional da Canção). In 1972 bracht hij zijn eerste album uit. In de jaren 1980 verhuisde Caymmi van Rio de Janeiro naar Los Angeles, waar hij enkele albums uitbracht op het platenlabel van Quincy Jones.
Caymmi gaf optredens op diverse internationale podia zoals het North Sea Jazz Festival (met Josee Koning), Montreux Jazz Festival, Carnegie Hall (New York) en Blue Note (New York).

## Muziekstijl
De muziek van Caymmi is een mix van jazz, pop en Braziliaanse stijlen als bossanova, MPB en samba.
Allmusic omschreef Caymmi's muziek als "subtiele, zachte en introspectieve pop en pop-jazz, die niet luidruchtig is, maar eerder een welbespraakte en zeer effectieve fluistering".
In zijn teksten laat hij zich inspireren door de landschappen en omgeving in Brazilië en door Braziliaanse schrijvers als Jorge Amado. Caymmi schrijft teksten over liefde en over maatschappelijke thema's zoals migratie, de verwoesting van het Braziliaanse regenwoud en het leven van Indianen in Brazilië.
Allmusic schreef over Caymmi dat hij gezien wordt als een van de beste songwriters en arrangeurs van Brazilië. Los Angeles Times noemde Caymmi "een muzikaal talent van wereldklasse" en schreef dat zijn stem een "buitengewoon communicatief instrument" is, en zijn gitaarspel "net zo indrukwekkend".

## Samenwerkingen en werk voor anderen
Dori Caymmi produceerde en arrangeerde muziek voor onder andere Edu Lobo, Eumir Deodato, Tom Jobim, Elis Regina, Milton Nascimento, Chico Buarque, Caetano Veloso, Gal Costa, Gilberto Gil, Joyce Moreno, Josee Koning en Nara Leão.
Caymmi's liedjes werden gezongen door onder andere  Flora Purim, Elis Regina, Sérgio Mendes, Sarah Vaughan, Carmen McRae, Natalie Cole, Joyce Moreno, Nara Leão, Nana Caymmi en Maria Mendes. Voor het schrijven van songs werkte hij vaak samen met Nelson Motta.
Voorbeelden van zijn werk voor film en tv zijn soundtracks voor Tati, a Garota van Bruno Barreto(1973), O Duelo van Paulo Tiago (1974) en de Braziliaanse telenovela Gabriela (1975) en arrangementen voor  Spike Lee's Clockers (1995).

## Prijzen en nominaties
- Grammy Award nominatie in de categorie Best World Music Album (1992)[13]
- Grammy Award nominatie in de categorie Best Instrumental Arrangement (2000)
- Latin Grammy Award in de categorie Best Brazilian Song (Portuguese Language) (2002)[14]
- Latin Grammy Award nominatie in de categorie Best MPB (Música Popular Brasileira) Album (2002)
- Latin Grammy Award nominatie in de categorie Best MPB (Música Popular Brasileira) Album (2003)
- Latin Grammy Award in de categorie Best Samba/Pagode Album (2004)
- Latin Grammy Award nominatie in de categorie Best Brazilian Song (Portuguese Language) (2010)
- Latin Grammy Award nominatie in de categorie Best MPB (Musica Popular Brasileira) Album (2010)
- Latin Grammy Award nominatie in de categorie Best Brazilian Song (2014)
- Latin Grammy Award nominatie in de categorie Best MPB (Musica Popular Brasileira) Album (2014)
- Latin Grammy Award nominatie in de categorie Producer of the Year (2015)
- Latin Grammy Award nominatie in de categorie Best MPB (Musica Popular Brasileira) Album (2015)

## Discografie
- Dory Caymmi (Odeon, 1972)
- Dori, Nana, Danilo e Dorival Caymmi (EMI/Odeon, 1987)
- Dori Caymmi (Elektra, 1988)
- Brazilian Serenata (Qwest, 1991)
- Kicking Cans (Qwest, 1993)
- Dori Caymmi: 2 Em 1 (EMI, 1994)
- If Ever... (Qwest, 1994)
- Mesters Da MPB (Continental, 1997)
- Tome Conta de Meu Filho, Que Eu Também Já Fui Do Mar... (EMI, 1997)
- Romantic Vision (Zebra, 1999)
- Cinema: a Romantic Vision (Atracao, 1999)
- Contemporâneos (Som Livre, 2003)
- Influências (Trauma, 2004)
- Rio Bahia (Far Out, 2005)
- Inner World (MusicTaste, 2009)
- Poesia Musicada (MusicTaste, 2011)
- Caymmi (Som Livre, 2013)[4]